# Stereonormalfall
Unter Stereonormalfall oder kurz Normalfall versteht man in der Photogrammetrie die Herstellung eines Bildpaares derart, dass die beiden Blickrichtungen zueinander parallel und gleichzeitig orthogonal zur Verbindung der beiden Aufnahmeorte (die Basis) sind.
Das Gegenstück zum Stereonormalfall sind konvergente bzw.  verschwenkte Aufnahmen. Ähnliche Fälle können außer in der terrestrischen Bildmessung auch bei Luftbildern oder in der Fernerkundung durch Satelliten auftreten.